# ロン・メイル
ロン・メイル（Ron Mael、1945年8月12日 - ）はアメリカ合衆国出身のロック・ミュージシャン。弟のラッセルと共に、50年以上にわたってスパークスのメンバーとして活動を続けている。

## 来歴

### 生い立ち
本名ロナルド・デヴィッド・メイル（英: Ronald David Mael）。カリフォルニア州ロサンゼルス郡カルバーシティ生まれ。3歳年下のラッセル（本名ラッセル・クレイグ・メイル、英: Russell Craig Mael）は1948年10月5日に同郡サンタモニカで生まれた。兄弟はロサンゼルス近郊にある同郡パシフィック・パリセイズの裕福で主に住宅地となっている地域で育った。
1954年には、彼らがカルバーシティで開かれた第4回Fiesta La Ballona祭でネイティブ・アメリカンの衣装を着ている姿が新聞に掲載された。彼らが呼ぶところの「典型的なハリウッド・ママ」だった母親に商品カタログのモデルをやらされたこともあった。
ロンは6歳から9歳まで先生についてピアノを習った。画家で『ハリウッド・シチズン』紙のグラフィック・デザイナーだった父親は映画やポピュラー音楽の熱心な愛好家で、息子達にエルビス・プレスリーの「ハウンドドッグ」、リトル・リチャードの「ロング・トール・サリー」、ジェリー・リー・ルイスの「ブレスレス」などのレコードを買い与えた。しかし1957年2月、ロンが11歳の時、彼は40歳で急死した。夫を失った母親は「おそらく芸術家と結婚していたがゆえに、自分達がミュージシャンになりたがっていたことをある程度理解していたようで」、息子達に音楽を聴かせるだけでなく、彼らを数えきれないくらいの映画に連れて行って楽しませた。彼女は女手一つで息子達を大学に行かせようと懸命に働き、やがて再婚してパシフィック・パリセイズで雑貨屋を営んだ。
1964年2月、兄弟はエド・サリヴァン・ショーに出演したビートルズを観た。そして同年8月20日にラスベガス・コンベンション・センター、翌年にはハリウッド・ボウルで彼らのコンサートを体験した。他にはラジオから流れるモータウンの音楽を聴き、エド・サリヴァン・ショーでスプリームスを観、ロックン・ロールからサーフ・ミュージックに至るまでのシングル・レコードを買い集めた。彼らはビーチ・ボーイズの愛聴者ではあったが、もっぱらイギリスの音楽に影響を受けた。彼らの「イギリスびいきの嗜好」（Anglophile tastes）は、マージー・ビートに取って代わったサイケデリック・ロックの影響を受けたモッド・ポップに広がっていった。ヤードバーズの「幻の10年」（1966年）、ザ・フーの「いれずみ」（1967年）、キンクスの「ウォータールー・サンセット」（1967年）などがお気に入りだった。
1964年、ロンはパリセイズ高校からカリフォルニア大学ロサンぜルス校（UCLA）に進学してグラフィック・デザインを専攻。1966年にはラッセルもUCLAに進学して、舞台美術と映画製作を専攻した。

### 初期の活動
兄弟はロンのUCLAでの親友フレッド・フランク（Fred Frank、ギター）、フランクの夫人ロナ・メイヤー（Ronna Meyer、バック・ボーカル、ピアノ）とアーバン・リニューアル・プロジェクト（Urban Renewal Project）を結成して、1967年1月に「コンピューター・ガール」（Computer Girl）など4曲を録音してアセテート盤を制作した。「コンピューター・ガール」はラッセルが作詞、ロンが作曲した曲で、のちにスパークスの編集アルバム"Past Tense (The Best Of Sparks)"（2019年）に収録された。

### ハーフネルソン結成からスパークスへ
ロンはスパークスの楽曲の殆どを作詞作曲してきた。ステージでは、派手なアクションを取りながら歌うラッセルとは対照的に、無表情でキーボードを弾く。一方、1976年にアルバム『ビッグ・ビート』発表後に行なったツアーでは、ピアノの椅子を叩き壊した。

## ディスコグラフィ

### その他
- Telex - Sex[16][注釈 8]（1982年）